# Der Bulle von Tölz: Feuer und Flamme
Feuer und Flamme ist ein deutscher Fernsehfilm von Wolfgang F. Henschel aus dem Jahr 2007 nach einem Drehbuch von Doris Jahn. Es ist die 60. Folge der Krimiserie Der Bulle von Tölz mit Ottfried Fischer als Hauptdarsteller in der Rolle des Hauptkommissars Benno Berghammer.

## Handlung
Der Bauunternehmer Anton Rambold verkauft eine Wiese an Resi Berghammer. Für ihn ist das Grundstück praktisch wertlos, weil ein Klohäuschen darauf steht – das Überbleibsel eines denkmalgeschützten Hauses, das erst kürzlich ein Raub der Flammen geworden ist. Am nächsten Morgen findet Rambold dort die Leiche der Umweltaktivistin Franziska Bleibtreu. Laut Gerichtsmediziner Dr. Robert Sprung ist sie an Herzversagen gestorben und nach ihrem Tod zum Fundort transportiert worden. Hauptkommissar Benno Berghammer und Kommissarin Nadine Richter gehen daher von einem Tötungsdelikt aus. Bei der Obduktion stellt sich heraus, dass eine Überdosis Ecstasy todesursächlich war. In der Tasche des Opfers wurde ein Rabe gefunden, der ebenfalls an einem Betäubungsmittel gestorben ist.
Franziska Bleibtreu stand mit dem Techno-Club-Besitzer Sven Hader auf Kriegsfuß, weil er ihrer Meinung nach mit seiner Laseranlage massenhaft Krähen umbringt. In Wirklichkeit kauft er die Vögel dem Meisterjäger Rüdiger Moormann ab, der sie zuvor mit einem Betäubungsmittel tötet. Laut Hader kommen viele Gäste nur wegen der Show, wenn Frau Bleibtreu sich über die vielen toten Tiere aufregt.
Wie sich herausstellt, bezahlt Anton Rambold eine kostspielige Langzeittherapie für die Frau des Feuerwehrmanns Sebastian Kröll. Als Gegenleistung könnte Kröll das Alarmsystem manipuliert haben, damit die Feuerwehr zu spät zum brennenden Haus kommt. Dafür gibt es jedoch keine Beweise, auch nicht für eine Brandstiftung; das Heu, das Rambold in dem ehemaligen Reitstall eingelagert hat, hat sich selbst entzündet. Der Vorbesitzer, Meisterjäger Moormann, ist mit seinem Gnadenbrothof für Pferde pleitegegangen, weil Franziska Bleibtreu mehrere Leute gegen ihn aufgehetzt hat. So ist Rambold billig an das Grundstück neben seinem Büro gekommen.
Benno Berghammer und Nadine Richter statten dem Techno-Club einen Besuch ab, um Sven Hader nervös zu machen, da finden sie Stella Lenz, die Nichte von Staatsanwalt Dr. Georg Lenz, bewusstlos auf. Sie hat zu viel Ecstasy eingenommen und wird ins Krankenhaus gebracht.
Rüdiger Moormann befindet sich nach einem erlittenen Mordversuch, begangen durch Sven Hader, ebenfalls im Krankenhaus. Der Clubbesitzer wollte ihn umbringen, weil Moormann mehr Miete verlangt hat, als er erfahren hat, dass in seinem Schuppen Ecstasy produziert wird.
Feuerwehrkommandant Fritz Bleibtreu, der Sohn der Ermordeten, geht aufs Kommissariat und meldet, Sebastian Kröll habe sich ihm anvertraut und zugegeben, das Alarmsystem manipuliert zu haben, damit Rambold nicht auf die Idee komme, die Zahlungen einzustellen. Nun habe es aber auch eine Mitwisserin gegeben, nämlich seine Mutter, und nun sei sie tot.
Das Erbrochene von Stella Lenz wird im Labor untersucht. Dabei wird festgestellt, dass das Ecstasy, das sie konsumiert hat, identisch mit dem ist, das bei Franziska Bleibtreu zum Tod geführt hat. Daraufhin wird Sven Hader wegen versuchten Mordes an Rüdiger Moormann und wegen Mordverdachts an Franziska Bleibtreu festgenommen. Den Mord an Frau Bleibtreu weist er weit von sich. Immerhin können die Kommissare ihm entlocken, dass Fritz Bleibtreu einer seiner Ecstasy-Kunden ist.
Daraufhin nimmt Benno Berghammer den Feuerwehrkommandanten in die Mangel. Es kristallisiert sich heraus, dass Fritz Bleibtreu aus Angst um seine Reputation seine Mutter hat sterben lassen. Sie hat unerlaubterweise seinen Einsatzwagen benutzt und nebenbei die ganze Dose Pillen gegessen, die sie für Bonbons gehalten hat. Sie hat ihn angerufen und um Hilfe gebeten, doch statt den Notarzt zu rufen, hat er abgewartet, bis sie tot war. Dann hat er sie dort abgelegt, wo sie laut Terminkalender die letzte Verabredung hatte.
Resi Berghammer veranstaltet eine Grillparty auf der Wiese, die sie Anton Rambold abgekauft hat. Als ihr Sohn Benno dazustößt und sieht, dass das denkmalgeschützte Klohäuschen verschwunden ist, befürchtet er schon, seine Mutter habe es abgefackelt. Doch sie kann ihn beruhigen: Es wurde abgebaut und soll nach einer sorgfältigen Restaurierung im Heimatmuseum ausgestellt werden. Das Grundstück will sie Rambold zurückverkaufen – natürlich zu ihrem Preis.

### Nebenhandlung
Resi Berghammer hat in ihrer Pension eine Gruppe von Eltern zu Gast, die sich gegenseitig dabei unterstützen, mit der Homosexualität ihrer erwachsenen Söhne klarzukommen. Der Kontakt mit der Gruppe nährt bei Resi den Verdacht, auch ihr Sohn Benno könne heimlich homosexuell sein. Sie sieht diesen Verdacht bestätigt, als sie ihn mit dem Polizeiarzt Dr. Detlef Mitterer beobachtet. Es kommt zu einer peinlichen Situation, als Resi den beiden bei einer weiteren Begegnung vor allen Leuten ihren Segen geben will. Mitterer klärt die Sache jedoch auf, indem er seinen Geliebten vorstellt. Er selbst ist wirklich homosexuell, Benno jedoch nicht. Mitterer ist zugleich auch der Vorsitzende des Ludwig-Thoma-Vereins, der sich um die Verwertung des Klohäuschens kümmert.

## Hintergrund
Die Dreharbeiten wurden in Bad Tölz durchgeführt; als Schauplatz für die „Pension Resi“ diente das Hollerhaus Irschenhausen.

## Ausstrahlung
Die Erstausstrahlung erfolgte am 27. Februar 2007 auf ORF 1.
Im deutschen Free-TV wurde der Film erstmals am 5. März 2007 zur Primetime auf Sat.1 gesendet. Den Film verfolgten 4,58 Millionen Zuschauer bei 13,6 Prozent Marktanteil. In der werberelevanten Zielgruppe sahen 1,86 Millionen zu (14,0 Prozent Marktanteil).

## Kritik
Die Programmzeitschrift TV Spielfilm schreibt: „Die Folge besitzt Wortwitz, einen cleveren Plot und gipfelt in der Frage, ob Muttersöhnchen Benno womöglich schwul ist.“ Fazit: „Ein starker Fall für den Pummelbullen.“